# Chrysometa pecki
Chrysometa pecki là một loài nhện trong họ Tetragnathidae.
Loài này thuộc chi Chrysometa. Chrysometa pecki được Herbert W. Levi miêu tả năm 1986.